# Zámečník (opera)
Zámečník (ve francouzském originále Le Serrurier) je opéra comique o jednom dějství českého skladatele působícího ve Francii Josefa Kohouta (Kohauta) na libreto Françoise-Antoina Quétanta podle činohry pana de La Ribardière. Měla premiéru 20. prosince 1764 v pařížském divadle Comédie-Italienne v jeho tehdejším působišti v budově Hôtel de Bourgogne.

## Vznik a charakteristika
Zámečník je první opera skladatele Josefa Kohouta. Napsal ji brzy poté, co začal roku 1762 působit v Paříži, a to především jako loutnista v kapele knížete Contiho. S komickou operou přišlo do styku více hudebníků z Contiho kapely a knížecí tajemník François-Antoine Quétant (1733–1823) se proslavil i jako zručný libretista v tomto žánru, mj. jako autor textu k velmi úspěšné opeře Le Maréchal ferrant Françoise-Andrého Danicana Philidora. Quétant se stal také libretistou Zámečníka, i když námět údajně pocházel z činohry blíže neznámého pana de La Ribardière, která však byla divadlem Comédie-Italienne odmítnuta.
2. února 1762 přitom došlo v pařížském hudebně-divadelním životě k významné události: fúzi divadla komické opery z trhů Saint-Germaine a Saint-Laurent a divadla Comédie-Italienne, které vedle italských her, často v žánru commedia dell'arte, již v té době rovněž hrálo ranou francouzskou opéru comique. I když se vzniklému divadlu říkalo dlouho Comédie-Italienne, jedná se o předchůdce dnešní Théâtre national de l'Opéra-Comique. Žánr opéry comique právě v této době procházel podstatnou proměnou: zatímco dosud převládala představení s převzatou již existující a přetextovanou hudbou („vaudeville“), začaly do komických oper pronikat „ariettes“, tedy melodie napsané přímo pro ně, a od přelomu 50. a 60. let 18. století se pod italským vlivem objevují komické opery napsané jediným skladatelem. Mezi rané příklady tohoto druhu patří i Kohoutův Zámečník. Je zajímavé, že sám Quétant, autor libreta k Zámečníkovi, se k otázce teoreticky vyslovoval – mimo jiné ve zvláštním pojednání přiloženém k tištěnému libretu Zámečníka – a dával vaudevillu přednost před „pravou“ komickou operou.

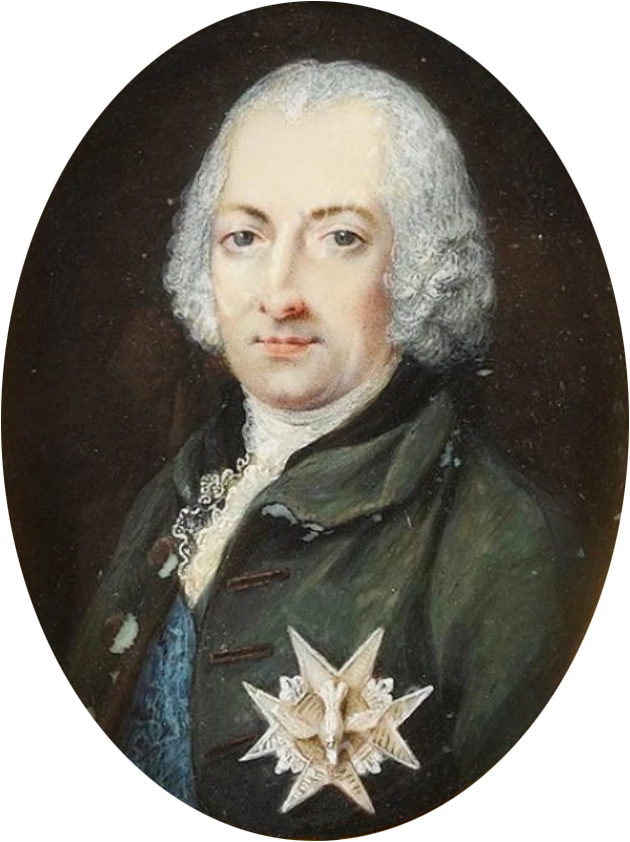
Zaměstnavatel obou autorů Zámečníka princ Ludvík František Bourbon-Conti, kterému byla opera věnována

Josef Kohout zhudebnil libreto v souladu s nejnovějšími hudebně-dramatickými trendy, přičemž zejména kombinuje prvky italské buffy s tradičními formami francouzské komické opery. Příkladem je závěr opery, kde jen krátké prozaické rozuzlení odděluje dramatické finále se sborem v italském stylu a tradiční francouzský závěrečný vaudeville, strofickou píseň zpívanou jednotlivými postavami a obsahující mravní ponaučení z příběhu. Oproti dosud převládající dvoudílné nebo da capo formě Kohout často používá třídílnou formu árií, v dvojzpěvu zámečníka a jeho tovaryše používá zvukový efekt kovadliny podobně jako Philidor v Le Maréchal ferrant. Přestože sám Quétant argumentoval pro zařazování zpěvních čísel především do monologů nebo míst, kdy je scéna klidná, Kohoutovo zpracování naznačuje, že se spíše přidržoval názoru vysloveného například nejvýznamnějším soudobým libretistou komické opery Sedainem, totiž že nejúčinnějším nástrojem opery oproti činohře jsou ansámbly, které lze účelně nasazovat ve dramaticky vyhrocených situacích. Ze 14 zpěvních čísel Zámečníka je polovina ansámblů, z nichž jeden, rozsáhlý a divadelně účinný tercet (č. 10 v uzlovém momentu zápletky), skladatel doplnil oproti původnímu rozvrhu libreta.
Údaje v tištěném libretu naznačují, že před uvedením v Comédie-Italienne bylo dílo hráno soukromě u knížete Contiho a bylo mu rovněž dedikováno. Ve veřejném divadle byl Zámečník uveden před Vánoci (20. prosince) roku 1764 a měl úspěch. Časopis Mercure de France v souhrnu za prosince 1764 informoval: „20. tohoto měsíce premiéra Zámečníka, komedie o jednom jednání smíšené s arietami, následované divertissementem (=italskou baletní pantomimou). Tento malý kus měl úspěch a jeho představení denně pokračují.“ A ještě v únoru 1765 komentoval: „Úspěšně se pokračovalo v představeních Zámečníka.“ Týž list zpravoval o představení této opery 2. ledna 1765 před královským párem v divadle na zámku ve Versailles, a to v podání souboru Comédie-Italienne a v kombinaci s komedií Carla Goldoniho Dva bratři nepřátelé. Celkem se v Comédie-Italienne hrál 34krát; ačkoli většina představení spadá do let 1764–1769, hrál se ještě roku 1779.

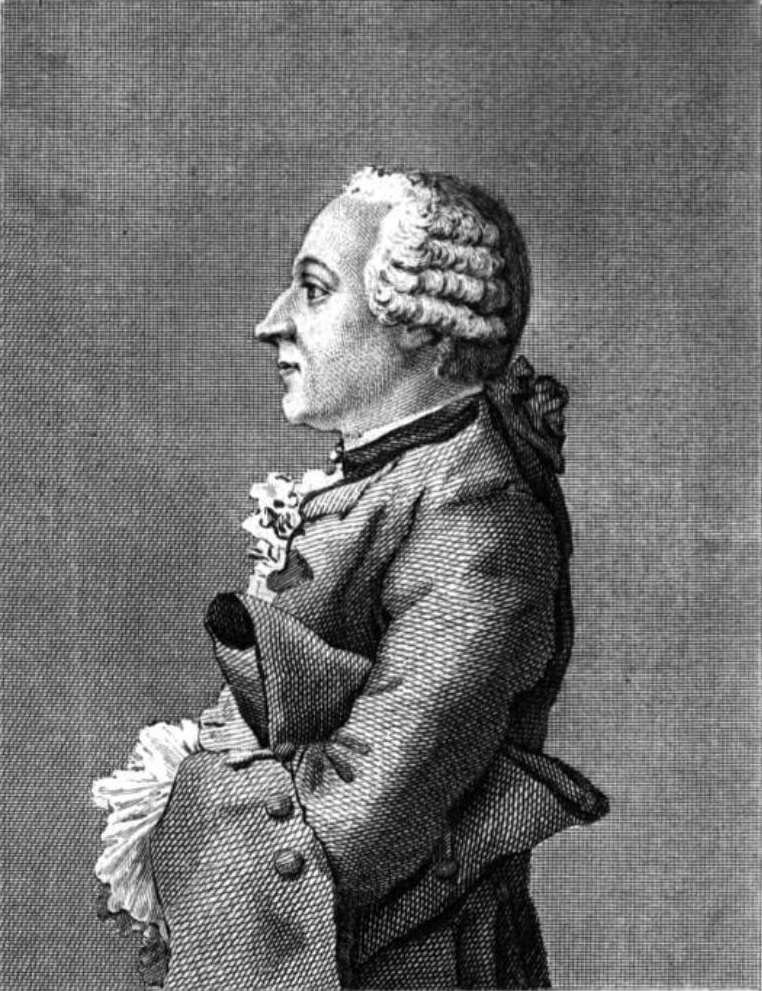
Literát baron Friedrich Melchior Grimm Kohoutovu operu Zámečník ostře kritizoval

V kontrastu k oblíbenosti této drobné opery stojí jediné podstatnější známé kritické hodnocení Kohoutova Zámečníka, a to od barona Friedricha Melchiora Grimma. Ten se k němu ve svých vlivných Correspondences littéraires vyjadřuje takto: „Námět této bagately je od pana de La Ribardière, dosti špatného autora. Pan Quétant ho opravil a vypracoval pro divadlo. Vsadím se, že co je snesitelného, mimo jiné role tovaryše, je od něho […] Hudba Zámečníka je slabá a bez ducha; přesto je v ní několik hezkých kusů. Autorem je pan Kohaut, Němec, z kapely knížete Contiho. Měl veliký úspěch, avšak pochybuji, že uspěje na této dráze; zdá se mi, že nemá žádné nápady. Líbí se mi více to nejslabší místo ze hry pana Jeana-Josepha] Rodolpha, která byla vypískána (tj. Le Mariage par capitulation, uvedená 3. prosince 1764), než nejsilnější místo ze hry pana Kohauta, které měla takový úspěch.“
Partitura Zámečníka byla ve své době vydána, a tedy se – na rozdíl od řady jiných Kohoutových děl – dochovala a mohla být hrána i v novější době. Vedle toho byly také četné melodie z ní vydány v dobových sbírkách árií, což spolu s počtem představení v Comédie-Italienne a doložených nastudování v jiných divadlech dokládá Zámečníkovu dobovou oblibu.
Podle profesora Pražské konzervatoře Jana Branbergera, který Zámečníka znovu objevil, je jeho „hudba veselá a živá“. Považuje ho za reprezentativního zástupce dobové podoby žánru komické opery: „nejsou-li Kohoutovy opery lepší než ostatní současné opery, jistě nejsou horší“. Přemysl Pražák ji charakterizoval takto: „Kohoutův Zámečník je rozkošná hříčka, psané zřejmě s jediným cílem: pobaviti posluchače lehkou, nadýchnutou hudbou, komponovanou na nenáročný a v celku vyběhaný děj.“ Podle muzikoložky Jany Frankové je Zámečník „jistě čestný zástupcem tohoto v polovině 18. století rodícího se nového žánru francouzského divadla“ (tj. opéry comique). Zdůrazňuje kombinaci dobových trendů – jak francouzské tradice, tak italské opery buffy a italských sinfonií – v této komické opeře. Zpěvní čísla Zámečníka jsou podle Frankové „plná zvukomalby a snadno zapamatovatelných melodií bez hlubšího formálního propracování“.

## Inscenační historie

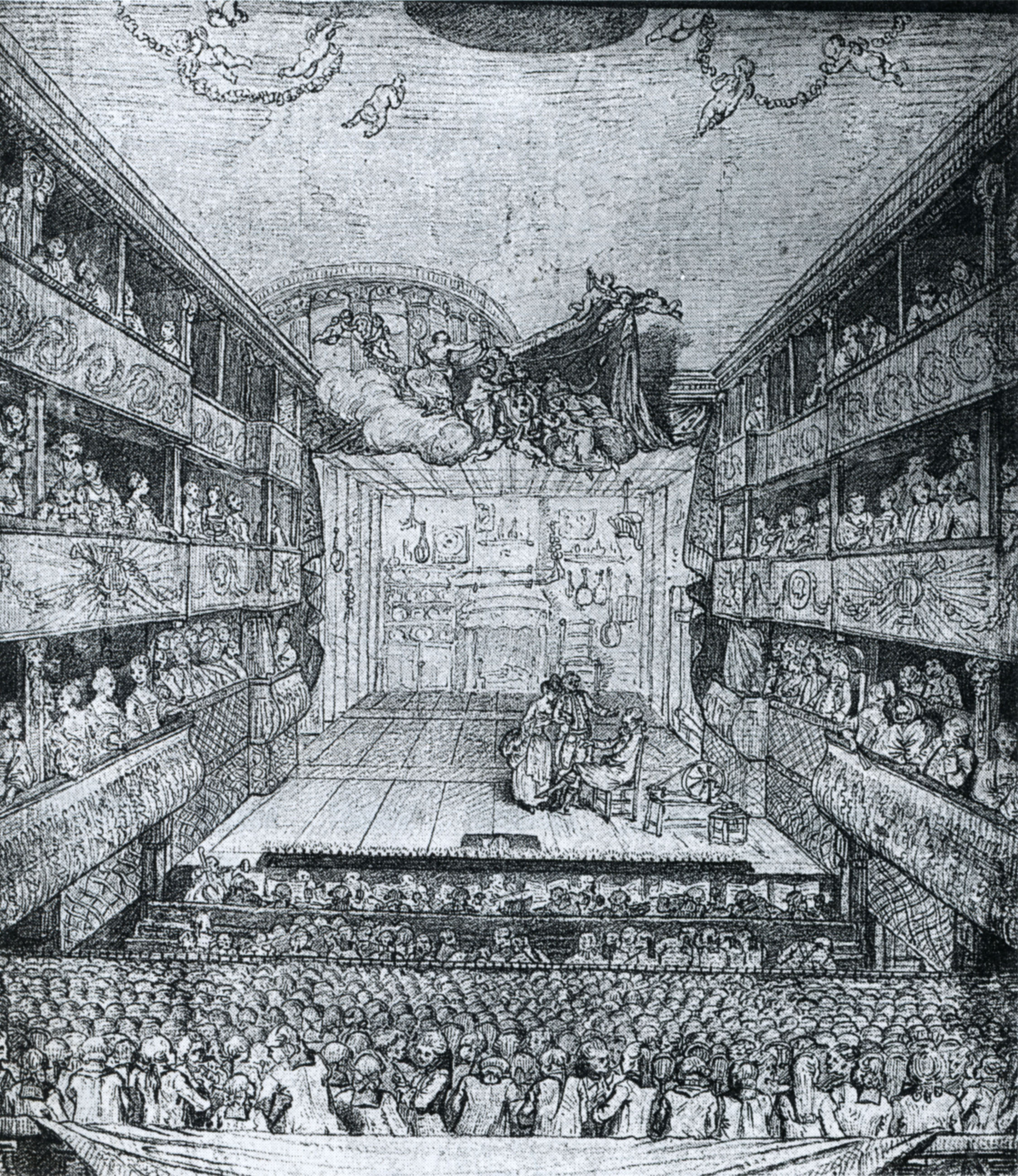
Divadelní sál v Hôtel de Bourgogne, rytina z roku 1767

Zámečník byl a je nejhranější Kohoutovou operou, a to nejen v Paříži. Skutečnost, že se hrál i ve francouzských provinčních divadlech, dokládají tisky libreta (1765 Besançon, 1766 Avignon) i záznamy o představeních samotných (1786 Caen). Z roku 1765 a opět z let 1773–1776 je doloženo přinejmenším devět představení v hlavním bruselském divadle Théâtre de la Monnaie, tisky libret z let 1765 a 1768 dokládají také představení ve francouzskojazyčném dvorním divadle v Haagu, roku 1769 byl Zámečník hrán francouzsky rovněž v královském divadle v Kodani a roku 1776 ho hrála francouzská divadelní společnost M. Hamona ve vídeňském Divadle u Korutanské brány.
V Nizozemsku se rovněž hrál v nizozemském překladu (De Slotmaker) Jacquese-Toussainta Neytse (1727–1794), jehož společnost ho hrála roku 1769 v Amsterodamu a při té příležitosti vydala i libreto. Německy uvedl Zámečníka (jako Der Schlosser, přel. Faber) poprvé zřejmě falcký divadelník Theobald Hilarius Marchand (1741–1800), s určitostí ve Frankfurtu nad Mohanem roku 1772, kde bylo vydáno německé libreto. Nejpozdnější doklady pocházejí ze Švédska, kde se Zámečník hrál v překladu Carla Magnuse Envallssona (1756–1806) pod názvem Klensmeden eller Det onyttiga låset: v letech 1797–1799 se hrál čtrnáctkrát v divadle Svenska Komiska Theatern a v letech 1804–1809 dvanáctkrát v divadle Djurgårdstheatern.

### České země
V němčině byl hrán singspel Der Schlosser dvakrát v městském divadle v Olomouci, a to 25. dubna a 18. června 1781, divadelní společností Karla von Pallestrazziho; muzikolog Jiří Kopecký stejně jako teatrolog Jiří Štefanides ho identifikují právě jako Kohoutovu operu a Štefanides dodává, že tato aktovka „[b]yla velmi populární a hrála se v mnoha divadlech ještě na začátku 19. století, prodělávala však různé autorské úpravy“.
Do českého povědomí uvedl ve 20. letech 20. století Kohoutovu osobnost a konkrétně tuto operu profesor Pražské konzervatoře Jan Branberger. Jeho zásluhou byla novodobá premiéra Zámečníka provedena v Městském divadle Královských Vinohrad dne 24. června 1929 při příležitosti položení základního kamene francouzského reálného gymnasia v Praze. Mezi žáky konzervatoře, kteří v opeře vystupovali, byli i pozdější operetní hvězdy Nelly Gaierová a Jaroslav Pospíšil. Národní listy Zámečníka popisovaly: „Nevybočuje z obvyklé formy francouzské komické opery, majíc mluvený dialog bez recitativů a veselý ráz. Švižná ouvertura jest italské formy, zpěvy – zvláště ensemblové – zdařilé a půvabné. Doprovod omezen na smyčcový orchestr. Dílo jest velmi zajímavé, neseno jsouc duchem, jaký později vidíme u Mozarta.“ Recenzent ho považoval za důkaz, „jak vynikající místo jsme již v dřívějších dobách zaujímali v hudebním umění“.
Představení zaregistroval i francouzský tisk: podle listu Comoedia byl Zámečník „tedy před Prodanou nevěstou prvým operním dílem českým, jež zaznělo s pařížské scény“.
Na dílo se v českém prostředí nezapomnělo ani později; hrálo ho například roku 1940 Loutkové divadlo Umělecké výchovy na Vinohradech (v budově Raisovy školy, premiéra 28. května); zpívali žáci operní školy Bohumily Rosenkrancové a hudbu řídil Vilém Prokop Mlejnek. Národní listy lákaly: „Obecenstvo uslyší rozkošnou hudbu, která, třebaže byla komponována pro rokokovou Paříž, zní až ku podivu česky.“ 11. září 1940 uvedlo divadlo D 41 dvojici baletů choreografky Niny Jirsíkové podle Kohoutova Zámečníka a Bendova melodramu Ariadna na Naxu. Text a zpěv obstarávali herci v pozadí (Maxianová-Vildová, Kováková, Kraftek, Stropnický, Sudek), hudební provedení řídil Václav Kašlík, scénu navrhl Miroslav Kouřil.
6. listopadu 1963 uvedlo rozhlasovou inscenaci Zámečníka (v překladu Václava Bělohlavého) ostravské studio Československého rozhlasu; účinkovali umělci ze Státního divadla Ostrava (Karel Průša jako Eliáš, Dagmar Průšová jako Nicole, Marie Burešová jako Bastienka, Jiří Zahradníček  a Stanislav Malý jako Julien, Lubomír Procházka jako Kuba).
Národní divadlo moravskoslezské uvedlo rovněž dosud poslední inscenaci Zámečníka, a to roku 2003 v rámci X. ročníku Mezinárodního hudebního festivalu Janáčkovy Hukvaldy; režii měl Ilja Racek mladší a dirigoval Vladimír Liberda.

## Osoby a první obsazení

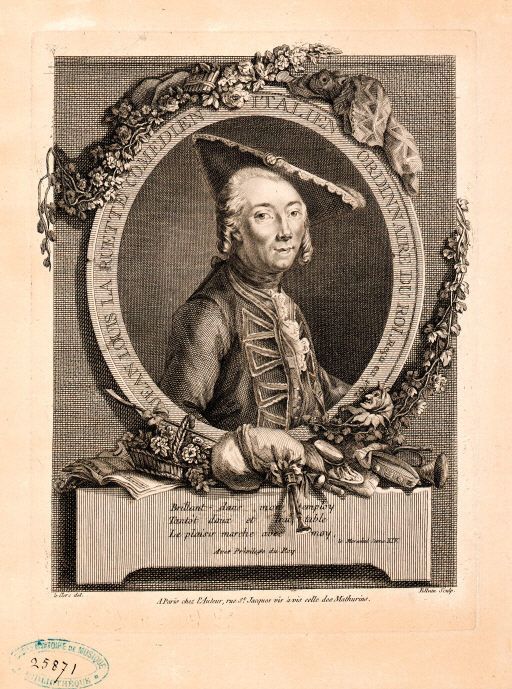
Slavný komický zpěvák Jean-Louis Laruette hrál v premiéře Zámečníka tovaryše Guillauma. Rytina Françoise-Rollanda Elluina

| Osoba                                                        | Hlasový obor     | Premiéra (20. 12. 1764)    | Česká premiéra (24. 6. 1929)      |
| ------------------------------------------------------------ | ---------------- | -------------------------- | --------------------------------- |
| Eloy (Eliáš), zámečnický mistr                               | bas (A–g')       | Nicolas-Médard Audinot     | František Stach                   |
| Nicole (Nicoleta), jeho manželka                             | soprán (f'–b)    | Bérard (roz. Deschamps)    | Běla Průšová                      |
| Bastienne (Bastienna, Bastienka), Eloysova neteř a schovanka | soprán (es'–g)   | Pétronille-Rosalie Beaupré | Nelly (vl. jm. Cornélia) Gaierová |
| Julien (Julian), zamilovaný do Bastienne                     | tenor (f–h')     | Antoine Trial              | Jaroslav Pospíšil                 |
| Guillaume (Vilém, Kuba), zámečnický tovaryš                  | baryton (cis–a') | Jean-Louis Laruette        | Vladimír Tomš                     |
| Sousedé a sousedky                                           |                  |                            |                                   |
| Dirigent:                                                    | Dirigent:        | Josef Kohout               | Pavel Dědeček                     |
| Režie:                                                       | Režie:           | …                          | Ferdinand Pujman                  |
| Výprava:                                                     | Výprava:         | …                          | František Zelenka                 |

## Děj opery
(Na vesnici, na okraji zahrady Eloysova domu)
Bastienne, neteř a schovanka zámečnického mistra Eloyse, se hádá se svým milým Julienem a nechce přistoupit na jeho návrhy (předehra a č. 1 duet Non Julien, n'exige rien). Julien by si ji rád vzal za ženu, ale skrblík Eloy nechce ke sňatku svolit, aby nemusel vyplatit Bastiennino věno.  Julien proto navrhuje potají odvést dívku k jejímu dědovi, který je mladým milencům nakloněn, a proto jí přinesl mužský převlek, aby mohla snadněji uniknout ostražitým očím strýce a jeho tovaryše Guillauma. Bastienne se zdráhá a Julien se diví, protože podle jeho zkušeností nosí dívky mužské šaty velmi rády (č. 2 árie Il n'est point de fille).

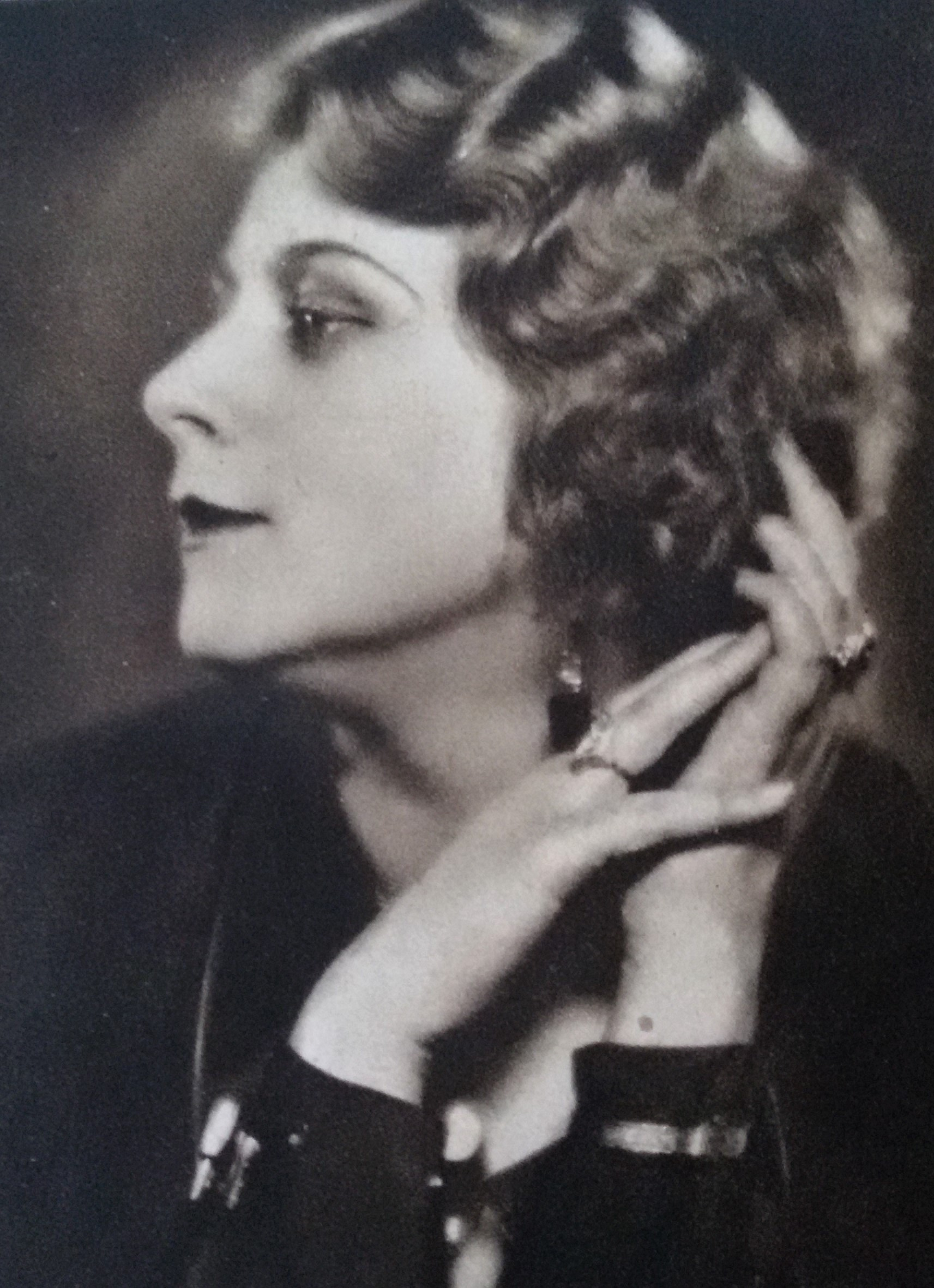
Nelly Gaierová byla roku 1929 první českou Bastienkou (fotografie z roku 1932)

Takto je nalézá Eloysova žena Nicole. Varuje Bastienne, že ji chce strýc provdat za starého bohatého sedláka. Nicole je odhodlána to nepřipustit a milencům pomoci, už proto, že sama trpí manželovou chorobnou žárlivostí a špehováním; s jejich nápadem, tedy faktickým Bastienniným únosem, však přes přesvědčování nesouhlasí (č. 3 tercet Je ne puis faire). Po jejím odchodu se Julien zapřísahá, že na Bastienne žárlit nebude, a ta mu vyznává lásku (č. 4 romance Le tendre cœur de ta bergère).
Nicole kvapně milence varuje, aby utekli, těsně před tím, než dorazí mistr Eloy. Ten se čertí, že sem do kouta zahrady jistě přicházejí za jeho ženou svůdníci, a varuje ji (č. 5 árie Tandis que du matin au soir). Zejména podezřívá Juliena, kterého tu nejednou viděl se ochomýtat, a Nicole mu dává dobrou radu: chce-li ho mít z krku, ať za něho provdá Bastienne. To Eloyse přivede ještě více do varu a Nicole mu splácí stejnou mincí (č. 6 duet Morbleu, je vais faire fracas). O samotě si pak Eloy stěžuje: jak má muž jen trochu pohlednou ženu, nemůže mít v manželství nikdy klid (č. 7 árie Femme avec un peu d'appas). Napadá ho však lest, jak manželku a jejího milence polapit. Přivolá svého tovaryše Guillauma (přitroublého chasníka, který stále žvýká chléb) a společně ukovají na zahradní budku, kam nevěrníci často chodívají, zapadací zámek a zvonek, který ohlásí sklapnutí pasti (č. 8 duet Allons, mettons nous à l'ouvrage). Eloy už se těší a vyhlíží milence.
Julien skutečně přichází a nemůže se dočkat své milé (č. 9 árie Pour les amants). Nicole ho posílá pryč. Julien ji chce znovu získat pro svůj původní plán, ale Nicole ho odmítá. Eloy je přitom pozoruje oknem a jejich rozhovor si mylně vykládá jako potvrzení svého podezření (č. 10 tercet Je ne le souffrirai pas).
Eloy pak Guillaumovi znovu vysvětluje, jak má past fungovat, a cítí se přitom jako lovec čekající na kořist (č. 11 árie Quand le chasseur habile). Pak zahlédne dvě postavy v mužském a ženském oděvu vstupovat do domku a vzápětí zazní zvonek. Eloy posílá Guillauma, aby přivedl celou vesnici, a pak se raduje ze svého triumfu (č. 12 árie Victoire, tous deux sont pris). Svolává sousedy, aby byli svědky důkazu poklesku jeho ženy, a je překvapen, že mezi nimi vidí i Juliena. Eloy otevře dveře domku a z něj vyjdou Nicole a Bastienne v mužském převleku. Protože zjevně není myslitelné, aby žena mohla být muži nevěrná se ženou, manželka, neteř i vesničané se žárlivému zámečníkovi vysmějí (č. 13 ansámbl se sborem Venez tous mes voisins).
Situace se vysvětlí, Eloy volky nevolky svolí se sňatkem Bastienne a Juliena za slib toho, že mu Nicole nebude dnešní příhodu vyčítat a že Julien se u nich už nikdy ukáže v mistrově nepřítomnosti. V závěrečném vaudevillu všichni odsuzují žárlivost a chválí rodinnou svornost (č. 14 Banissons le soupçon).

## Instrumentace
1. a 2. housle, violy, violoncella, kontrabasy, 2 flétny, 2 hoboje, 2 lesní rohy in C